# 14596 Bergstralh
14596 Bergstralh (1998 SC55) là một tiểu hành tinh vành đai chính được phát hiện ngày 16 tháng 09, 1998 bởi Chương trình nghiên cứu đối tượng gần Trái Đất của đài thiên văn Lowell ở trạm Anderson Mesa. Nó được đặt theo tên nhà thiên văn học Hoa Kỳ Jay T. Bergstralh.